# Враговице
Враговице (чеш. Vrahovice) — кадастровая часть (микрорайон) города Простеёв Оломоуцкого края Чехии. Насчитывает около 3400 жителей. 

## История
Первое упоминание о городе датируется 1337 годом. Упоминание о первой церкви во Враговице принадлежит до 1370 года. Однако, она полностью сгорела во время пожара в 1587 году. Вскоре была построена другая церковь. Она использовалась до 1831 года, когда была разрушена и на её месте в течение 1831—1836 годов была построена новая, средства на которую предоставил граф Ян Йосеф Сейлерн, владелец Кралицкого панства.
Вблизи Враговице располагалось другое село — Трпеновице (сейчас район Трпинкы). В 1466 году оно было присоединено к Враговице и по сегодняшний день является его частью.
За свою историю посёлок изменил многих владельцев. Последними были Сейлерны, представитель которых Ян Бедржих Сейлерн купил Враговице в 1725 году.
В 1848 году мэром Враговице становится  Ян Фреборт. Однако, крупнейшие преобразования посёлок претерпел в межвоенный период, когда мэром был Йозеф Штриц. За это время он построил дорогу к Простеёву и Врбаткам. Также была построена городская ратуша. Во время Второй мировой войны нацисты построили  на холме поблизости Враговице наблюдательный пункт, из которого можно было контролировать движение на железной дороге. После войны во Враговице находился концентрационный лагерь для немцев из Простеёва, которые ожидали переселения в Германию. В период между 1950—1954 годами и после 1973 года Враговице является частью Простеёва. Сейчас идет речь об отделении от города.
В посёлке работает много обществ: Сокол, Ассоциация волонтеров-пожарных, Общество за старое Враговице (Spolek za staré Vrahovice) и другие.

## Достопримечательности
- Храм Святого Варфоломея, XIX век
- Монумент Чехословацким легионам
- Дом католического священника, XVIII век
- Статуя Святого Флориана

## Население
| Год  | Численность | Численность |
| ---- | ----------- | ----------- |
| 1869 | 767         | [ 5 ]       |
| 1880 | 753         | [ 5 ]       |
| 1890 | 775         | [ 5 ]       |
| 1900 | 955         | [ 5 ]       |
| 1910 | 1352        | [ 5 ]       |
| 1921 | 1536        | [ 5 ]       |
| 1930 | 1760        | [ 5 ]       |
| 1950 | 2783        | [ 5 ]       |
| 1961 | 2897        | [ 5 ]       |
| 1970 | 2571        | [ 5 ]       |
| 1980 | 3221        | [ 5 ]       |
| 1991 | 3307        | [ 5 ]       |
| 2001 | 3402        | [ 5 ]       |
| 2011 | 3330        | [ 5 ]       |
| 2021 | 3372        | [ 3 ]       |